# Antonia gens
Az Antonia gens római nemzetség neve volt - férfi tagjai az Antonius, nőtagjai pedig az Antonia vezetéknevet kapták. Az Antonia gens két külön római nemzetséget is jelölt: egy patricius származásút, amely a Merenda utónevet viselte, és egy utónév nélküli plebeiust. A történelem folyamán ez utóbbi tett szert nagyobb hírre. Legnevesebb képviselője, Marcus Antonius a mitológiai Héraklész félisten Anton nevű fiára vezette vissza nemzetsége eredetét, ezért pénzein gyakran felbukkant Héraklész jelképe, az oroszlán.

## Az Antonius Merendák legfontosabb képviselői
- Tullius Antonius Merenda, decemvir Kr. e. 450 – 449 között. Az aequusok legyőzték Algidusnál.
- Quintus Antonius Meranda, feltehetően az előbbi fia, Kr. e. 422-ben consuli hatáskörű katonai tribunus.

## A plebejus Antoniusok
- Marcus Antonius, magister equitum a szamnisz háborúkban Kr. e. 334 folyamán.
- Lucius Antonius, Kr. e. 304-ben a censorok kizárták a senatusból.
- Quintus Antonius, tiszt Lucius Aemilius Regillus praetor flottájában a Nagy Antiokhosz elleni háborúban (Kr. e. 190.).
- Aulus Antonius, a Lucius Aemilius Paullus Macedonicus consul által Perszeusz makedón királyhoz menesztett küldöttség tagja a püdnai győzelem után (Kr. e. 168).
- Marcus Antonius, néptribunus Kr. e. 167-ben, ellenezte Marcus Juventius Thalna praetor javaslatát Rodosz megtámadására.
- Lucius Antonius, az idősebb Cato védence egy perben a Kr. e. 2. század közepén.
- Caius Antonius, Marcus Antonius Orator apja.
- Marcus Antonius Orator, az előbbi fia, híres szónok.
- Antonia, Marcus Antonius Orator lánya.
- Marcus Antonius Creticus, az előbbi fia, sikertelen hadvezér.
- Caius Antonius Hybrida, a szónok másik fia, az előbbi testvére, consul Kr. e. 63-ban.
- Antonia Hybrida - Caius Antonius Hybridának két Antonia nevezetű lányáról is tudomásunk van, akik közül az egyik Antonia Hybrida utóbb az unokatestvére, Marcus Antonius triumvir felesége lett.
- Marcus Antonius, M. Antonius Creticus fia, triumvir, Julius Caesar harcostársa, Octavianus ellenfele és Kleopátra szeretője.
- Caius Antonius, az előbbi öccse, praetor Kr. e. 44-ben.
- Lucius Antonius, Marcus és Caius öccse.
- Antonia, a triumvir és Antonia Hybrida lánya, az ifjabb Lepidus felesége.
- Marcus Antonius, ismertebb nevén Antyllus, a triumvir és Fulvia Antonia idősebbik fia.
- Iullus Antonius, az előbbi öccse.
- Antonia Maior a triumvir és Octavia lánya, az előbbi féltestvére.
- Antonia Minor az előbbi húga.
- Alexander Héliosz, a triumvir és Kleopátra idősebbik fia, az előbbi féltestvére.
- Kleopátra Szeléné, az előbbi húga.
- Ptolemaiosz Philadelphosz (Antonius), az előbbiek öccse.
- Lucius Antonius, Iullus Antonius fia, a triumvir unokája. Kr. u. 25-ben halt meg Massilia (Marseille) városában, száműzetésben.